# Gamsiella multidivaricata
Gamsiella multidivaricata — вид грибів, що належить до монотипового роду  Gamsiella.